# Шинкаренко, Анастасия Александровна
Анастасия Александровна Шинкаренко (род. 16 декабря 1991, Можайск, Московская область) — российская самбистка и дзюдоистка, призёр чемпионатов России и Европы по самбо, чемпионка мира по самбо, обладательница Кубка мира по самбо, Заслуженный мастер спорта России. Тренировалась под руководством В. А. Нагулина и Д. Н. Кучаева. Выступала в первой полусредней весовой категории (до 60 кг).

## Спортивные результаты
- Первенство России по дзюдо среди кадетов 2007 года — ;
- Чемпионат России по самбо среди женщин 2012 года — ;
- Чемпионат России по самбо среди женщин 2013 года — ;
- Чемпионат России по самбо среди женщин 2014 года — ;
- Чемпионат России по самбо 2015 года — ;
- Чемпионат России по самбо 2017 года — .